# Ägyptische Expedition
Shubrakit – Pyramiden – Salihiyya – Abukir I – al-Arisch – Jaffa – Akkon – Berg Tabor – Abukir II – Heliopolis – Alexandria I – Kairo – Alexandria II
Napoleons Ägyptenfeldzug, auch bekannt als Ägyptische Expedition, war ein Feldzug einer französischen Expeditionsarmee unter dem Kommando Napoleon Bonapartes, der von 1798 bis 1801 stattfand. Das Hauptziel des Unternehmens war, Ägypten von der osmanischen Herrschaft zu befreien und gleichzeitig die Position Frankreichs im Nahen Osten zu stärken. Napoleons Truppen landeten im Juli 1798 in Ägypten und trotz einiger anfänglicher Erfolge endete der Feldzug für die Franzosen letztendlich in einem Fiasko. Durch die Niederlage in der Seeschlacht von Abukir war Napoleon in Ägypten isoliert.
Darüber hinaus verstärkten lokale Widerstandsbewegungen ihren Kampf gegen die französische Besatzung. Schließlich entschied sich Napoleon, Ägypten zu verlassen, und kehrte im Jahr 1799 nach Frankreich zurück, um sich der politischen Situation in Europa zu stellen. Seine in Ägypten verbliebenen Truppen mussten sich aber schließlich am 2. September 1801 den Briten ergeben. Damit endete die Ägyptische Expedition. Begleitet wurde Bonaparte von der Commission des sciences et des arts, einer Gruppe von 167 Wissenschaftlern. Die Ergebnisse der Expedition wurden in der mehrbändigen Text- und Bildsammlung Description de l’Égypte (dt. Beschreibung Ägyptens) dokumentiert, die den Grundstein für die spätere Ägyptologie legte.

## Ausgangslage

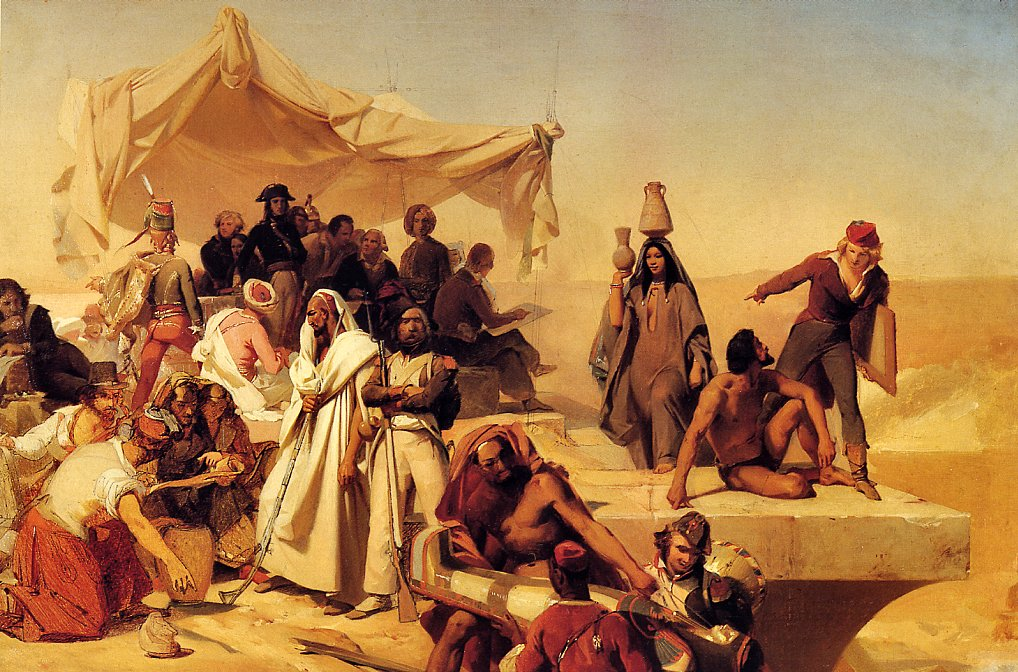
Ägyptenexpedition unter dem Befehl von General Bonaparte. (Gemälde von Léon Cogniet, 1794–1880, Louvre)

### Vorgeschichte
Der Frieden von Campo Formio hatte den Ersten Koalitionskrieg zu Gunsten Frankreichs beendet. Damit war Großbritannien das einzige einflussreiche europäische Land, das sich noch im Krieg mit der französischen Republik befand. Nach den Niederlagen bei St. Vincent und Camperdown, die eine Invasion Englands unmöglich machten, suchte die französische Regierung nach weiteren Methoden, um Großbritannien zu schwächen.

### Die Entscheidung für Ägypten

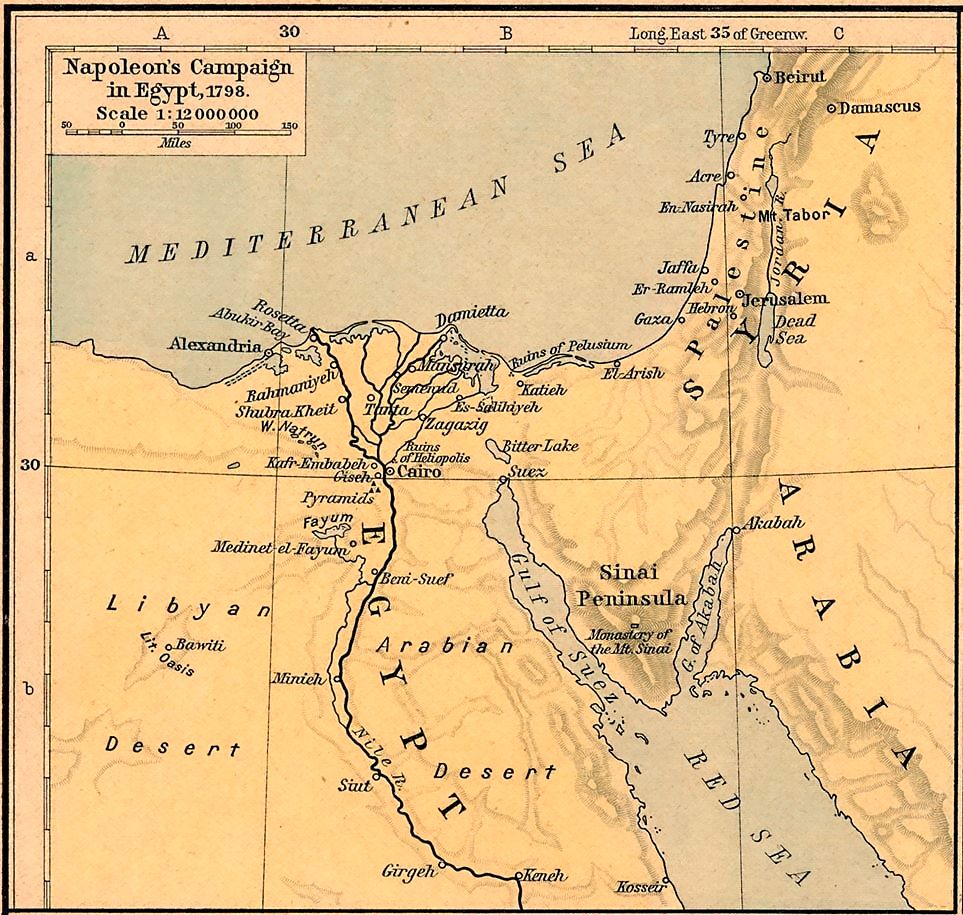
Ägypten zur Zeit Napoleons, 1798

Ägypten stand seit dem frühen 16. Jahrhundert unter osmanischer Oberhoheit. Französische Kaufleute waren dort seit dem 15. Jahrhundert stark vertreten, und Frankreich unterhielt gute Beziehungen zu den Osmanen. Ismail Bey, der mamlukische Shaykh al-balad, der Ägypten im Namen der Osmanen regierte und den Franzosen wohlgesonnen war, starb jedoch 1791 während einer Epidemie in Kairo. Seine Rivalen, Ibrahim Bey und Murad Bey, übernahmen die Macht und gingen gegen die Franzosen im Land vor. Immer mehr Repressionen ausgesetzt baten die französischen Kaufleute um Intervention.
Frankreich hatte somit zwei formale Anlässe zum Eingreifen: Zum einen war das Königreich Frankreich seit 1536 Verbündeter des Osmanischen Sultans und konnte behaupten, dessen Autorität wiederherstellen zu wollen. Zum anderen konnte Frankreich seit der Französischen Revolution argumentieren, auch den Ägyptern die Freiheit vom Joch der feudalen Mamlukenherrschaft bringen zu wollen. Bei der Entscheidung des Jahres 1798 handelte es sich um ein komplexes Gemenge geostrategischer, wirtschaftlicher, politischer und persönlicher Interessen, verbrämt mit den Idealen der Französischen Revolution. Napoleon betrachtete die Einnahme Ägyptens als den wichtigsten Schritt, um die massiven wirtschaftlichen Vorteile, die Großbritannien aus dem Handel mit Indien zog, zu neutralisieren und Großbritannien zu Zugeständnissen zu zwingen.
Im August 1797 schrieb er in einem Brief an das Direktorium:

« Les temps ne sont pas éloignés, où nous sentirons que, pour détruire véritablement l'Angleterre, il faut nous emparer de l'Égypte. »

„Die Zeit ist nicht mehr fern, in der wir spüren werden, dass wir, um England wirklich zu zerstören, Ägypten einnehmen müssen“

Die Einnahme Ägyptens hätte den Franzosen die Kontrolle über das östliche Mittelmeer und das Rote Meer verschafft, was zu erheblichen Einbußen für die britische Wirtschaft geführt hätte. Außerdem hätte auf eine erfolgreiche Invasion Ägyptens ein direkter Angriff auf britisches Territorium in Indien folgen können. Nachdem sich Frankreich und Spanien 1796 miteinander verbündet hatten, sah sich die Royal Navy 1798 gezwungen sich aus dem Mittelmeer zurückzuziehen.
Der Präsident des Direktoriums schrieb aus Gründen der Geheimhaltung eigenhändig den Befehl an Napoleon. Es wurde festgehalten, dass die Expedition aus 36.000 Mann der alten, italienischen Armee, Offizieren und Generälen nach seiner Wahl, verschiedenen Wissenschaftlern und Handwerkern bestehen sollte. Das Schatzamt wurde angewiesen, Napoleon jede Dekade 1,5 Millionen Francs zu senden. Darüber hinaus wurde ihm erlaubt, 3 der 8 Millionen Francs aus dem „Berner Schatz“ zu entnehmen, den Frankreich sich für sein militärisches Eingreifen zur Errichtung einer Helvetischen Republik von der unterlegenen Eidgenossenschaft hatte zahlen lassen.

Im März 1798 fasste das Direktorium den offiziellen Beschluss, die Expedition nach Ägypten zu starten, und ernannte Bonaparte zum Oberbefehlshaber der Armée d'Orient. Bonaparte wurde damit beauftragt, zunächst Malta zu besetzen und dann zur Eroberung Ägyptens überzugehen. Sobald die Besetzung Ägyptens abgeschlossen war, sollte er die Verbindung mit Indien herstellen und das Rote Meer sichern, was wiederum die Vertreibung der Briten aus dem Orient und eine künftige französische Expedition nach Indien erleichtern würde.

## Die Ägyptische Expedition

### Die Vorbereitung der Expedition
Die Vorbereitungen für die Expedition waren verteilt auf Toulon, Marseille, Genua, Korsika und Civitavecchia und wurden im Wesentlichen von Napoleons Stabschef Louis Berthier organisiert. Etwa 300 Schiffe wurden für den Transport requiriert. Für die Eskorte sorgten 13 Linienschiffe und die gleiche Anzahl von Fregatten unter François-Paul Brueys d’Aigalliers. Bis zum 11. Mai war die Orient-Armee auf 30.800 Infanteristen, 3.475 Kavalleristen, 1.660 Artilleristen, 60 Feld- und 40 Belagerungsgeschütze angewachsen. Einschließlich aller Zivilisten (Künstler und Forscher) betrug die Gesamtzahl 38.000. Um zu verhindern, dass sich die Nachricht des bevorstehenden Angriffs auf Ägypten vor dem Eintreffen der Flotte verbreitete, sollten alle Handelsschiffe, die den Konvoi während der Überfahrt sichteten, beschlagnahmt und festgesetzt werden, bis die Franzosen Alexandria erreicht hätten.
Am 19. Mai gab Napoleon an Bord des Flaggschiffes L’Orient den Befehl zum Auslaufen seiner Invasionsflotte von Toulon. Die Flotte segelte an der Küste der Provence entlang Richtung Genua und von dort weiter in südlicher Richtung nach Korsika. Bis zum 30. Mai blieb die Flotte in Sichtweite der Ostküste, überquerte die Straße von Bonifacio und folgte anschließend der Küste Sardiniens in der Absicht, sich mit den aus Civitavecchia kommenden Schiffen zu vereinigen. Am 3. Juni erreichte Napoleon die Nachricht von der Anwesenheit der Briten in Sardinien, woraufhin er ein Geschwader entsandte, um die Lage zu erkunden. Nachdem die Briten jedoch nicht angetroffen wurden, gab Napoleon den Befehl, nicht länger auf die Schiffe aus Civitavecchia zu warten, sondern ließ seine Flotte nach Südosten abdrehen, wo sie am 7. Juni Mazara del Vallo und Pantelleria passierte. Dort erfuhr Napoleon, dass er von den Briten verfolgt wurde, woraufhin er Kurs auf Malta nahm, das er am 9. Juni erreichte und sich mit den 56 Schiffen aus Civitavecchia vereinigte. Damit war das französische Expeditionsheer komplett und nahm Kurs in Richtung Sizilien. Bereits am 5. Juni umrundete es die Südspitze von Sardinien.

### Verlauf

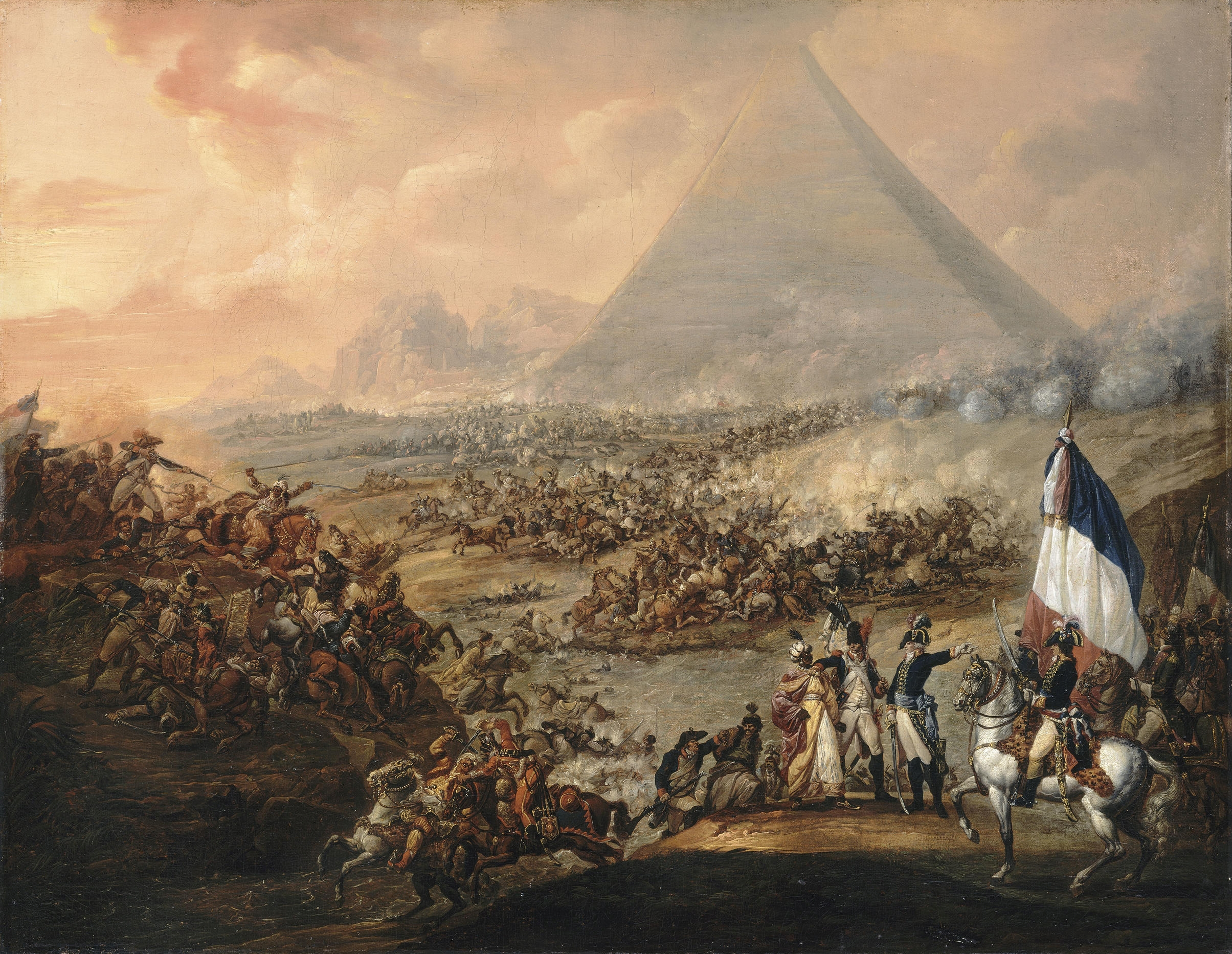
Schlacht bei den Pyramiden

Bonaparte traf am 9. Juni auf Malta ein und eroberte die Insel ohne großen Widerstand der Malteserritter, die die Insel seit 1530 beherrschten. Bonaparte verließ Malta am 18. Juni in Richtung Alexandria. In der Nacht vom 22. zum 23. Juni entging er nur knapp den britischen Verfolgern. Am 1. Juli erreichte die Armée d'Orient nach einer sechswöchigen Überfahrt die ägyptische Küste und begann einige Kilometer westlich von Alexandria mit der Landung.

Nach einem kurzen Gefecht am 2. Juli waren die Mamluken besiegt und Alexandria in französischer Hand. Nachdem bis zum 3. Juli sämtliche Truppen an Land waren, traf Napoleon Vorkehrungen, um das Delta zu verlassen und Kairo, die Hauptstadt Ägyptens, einzunehmen. Eine Flottille, beladen mit Proviant, den Kanonen sowie Munition und Ausrüstung, sollte entlang der Küste bis zur Rosetta-Mündung fahren, den Nil anlaufen und ab Rahmaniyyah der Armee flussaufwärts folgen. Um Kairo noch vor der jährlichen Nilschwemme zu erreichen, entschied sich Napoleon, seine Truppen die 72 km bis nach Rahmaniyyah durch die Wüste marschieren zu lassen.
Als die Franzosen am 6. Juli nach Kairo aufbrachen, trugen die Soldaten noch immer dicke Wolluniformen und auch ihre Tornister waren mit Ausnahme von Wasserflaschen mit Ausrüstung vollgepackt. Viele litten an der Ruhr oder an Augenentzündung, andere waren so verzweifelt, dass sie Selbstmord begingen. Die auf den Karten eingezeichneten Dörfer entpuppten sich meist als verlassen und die Brunnen waren von feindseligen Beduinen zugeschüttet.

#### Kairo
Am 20. Juli war die französische Armee bis Umm Dinar, 29 km nördlich von Kairo, vorgedrungen. Beobachter berichteten, dass sich eine ägyptische Streitmacht unter Murad Bey am Westufer des Nils bei Imbāba versammelt hatte. Weitere ägyptische Truppen unter Ibrahim Bey befanden sich am Ostufer des Nils. Nachdem Napoleon das Schlachtfeld erreicht hatte, griff gegen 15.30 Uhr die 6.000 Mann starke Kavallerie der Mamluken die Franzosen an. In Karrees formiert konnten die Franzosen die Kavallerieangriffe abwehren und schließlich zum Gegenangriff übergehen und die Mamluken in die Flucht schlagen. Murad zog sich mit den Überresten seiner Truppen nach Oberägypten und Ibrahim, Richtung Belbeys zurück, um sich nach Syrien abzusetzen. Die Schlacht kostete die Franzosen nur knapp hundert Tote und Verwundete, während die Mamluken etwa 1.500 an Toten und Verwundeten zu verzeichnen hatten.
Napoléon erklärte in zwei Proklamationen an die Ägypter und an die Einwohner von Kairo, das Ziel der französischen Invasion sei die Befreiung des Landes von der Sklaverei und Ausbeutung der „Sippschaft“ (race) der Mamluken und ihrer selbstherrlichen Beys. Die Einwohner, ihre Familien, ihre Häuser und Eigentum würden geschützt. Ihre Lebensgewohnheiten, ihre Religion würden geachtet und zur Selbstverwaltung würden Dīwāne eingerichtet, besetzt mit einheimischen Würdenträgern.

#### Abukir
Am 1. August entdeckte die britische Mittelmeerflotte unter Horatio Nelson die französische Flotte unter François-Paul Brueys d’Aigalliers, die in den Untiefen der Bucht von Abukir bei Alexandria vor Anker lag. Die Franzosen zeigten sich zunächst nicht beunruhigt, da sie davon ausgingen, dass die Briten erst am nächsten Morgen mit dem Angriff beginnen würden. Doch die Briten waren fest entschlossen, noch in der gleichen Nacht mit dem Angriff zu beginnen. Die Franzosen hatten einen Fehler gemacht und eine Lücke in ihrer Verteidigung gelassen. In diese Lücke konnten die britischen Schiffe eindringen und so die französischen Schiffe von zwei Seiten unter Beschuss nehmen. Gegen 22 Uhr explodierte das französische Flaggschiff L'Orient. Das Gefecht setzte sich bis in die Nacht fort und nur zwei der Linienschiffe von Brueys und zwei französische Fregatten entgingen der Zerstörung oder der Gefangennahme durch die Briten.

### Widerstand
Im Spätsommer 1798 befand sich Bonaparte in einer gefährlichen Situation. An Land hatte er zwar die Mamluken besiegt, aber seine Flotte war durch die Briten vernichtet worden. Außenminister Talleyrand war unterdessen nicht, wie abgesprochen, nach Konstantinopel zur Hohen Pforte gereist, um ihr zu versichern, dass die Expedition nicht gegen das Osmanische Reich gerichtet sei. Unter britischem und russischem Druck erklärte Sultan Selim III. am 9. September Frankreich den Krieg. Darüber hinaus hatten die Franzosen Schwierigkeiten, Kairo zu kontrollieren, wo am 21. Oktober ein Aufstand gegen die Besatzer ausbrach. Der Aufstand wurde brutal niedergeschlagen, wobei etwa 2.000 Ägypter und 300 Franzosen ums Leben kamen. Das Direktorium in Paris rechnete inzwischen mit einer Niederlage Bonapartes. Es wurde ihm überlassen, sich gegen Konstantinopel zu wenden, um eine Teilung des Osmanischen Reiches zu betreiben oder seine Stellungen in Ägypten zu behaupten. In jedem Falle erwarte man von ihm Maßnahmen und ruhmreiche Resultate. In dieser prekären Situation entwickelt Bonaparte einen neuen Plan: Er wollte den Sultan zum Abschluss eines Friedensvertrags zwingen. Er beschloss, auf Akkon, dem heutigen Akko in Israel zu marschieren, wo die Türken unter der Führung des örtlichen Gouverneurs Ahmed Pascha al-Jazzar eine Armee rekrutierten.

### Syrien
Ende 1798 war das drängendste Problem die rasche Aufstockung der osmanischen Truppen, die der Sultan für einen massiven Angriff auf Ägypten vorgesehen hatte. Zum einen die Rhodosarmee, die mit Hilfe der Royal Navy auf dem Seeweg transportiert wurde. Die andere, die Damaskusarmee, rückte über Palästina und den Sinai auf Ägypten vor. Während diese Schritte vorbereitet wurden, sollte Ahmed Pascha al-Jazzar von Akkon an der ägyptischen Grenze vorrücken und die Aufmerksamkeit Napoleons auf sich ziehen. In dieser prekären Situation beschloss Napoleon, dem Angriff zuvorzukommen, Akkon einzunehmen, die Osmanen in Syrien zu schlagen und dann nach Ägypten zurückzukehren, um sich ihnen dort zu stellen. Am 10. Februar 1799 verließ Napoleon Kairo mit 14.000 Mann in Richtung Syrien. Sein erstes Ziel war al-Arisch, das nach einer unerwarteten Belagerung schließlich am 19. Februar kapitulierte. Am 25. Februar fiel Gaza ohne Widerstand, und am 3. März hatten die Franzosen das Umland von Jaffa erreicht. Am 7. März begannen die Franzosen mit dem Angriff auf Jaffa. Die 3.000 Verteidiger akzeptierten die Zusage der Franzosen, dass sie verschont würden, wenn sie sich ergeben würden. Doch als die Franzosen schließlich die Stadt einnahmen, befahl Napoleon, sie alle sowie 1.400 Gefangene aus Gaza hinzurichten.
Die anfänglichen Erfolge endeten vor der Stadt Akkon. Mit Unterstützung der Briten, die am 15. März Akkon erreichten, konnten die Verteidigungsanlagen der Stadt verstärkt werden. Darüber hinaus gelang es der Royal Navy, die französische Flottille aufzubringen, die die Munition und Kanonen transportierte. Ohne seine Belagerungsgeschütze musste Napoleon auf zeitaufwändigere Methoden zur Belagerung der Stadt zurückgreifen. Inzwischen war die Damaskus-Armee unterwegs, um Akkon zu entsetzen. Daher entsandte Napoleon am 11. April Kléber, um gegen die osmanischen Truppen vorzugehen. Am 16. April wurden die Osmanen schließlich am Berg Tabor vernichtend geschlagen. Angesichts hoher Verluste in den Gefechten um Akkon, einem Ausbruch der Beulenpest unter seinen Soldaten und den durch die Hitze verursachten Strapazen musste sich Napoleon schließlich nach Ägypten zurückziehen.
Der Rückzug begann am 20. Mai. Die demoralisierten französischen Truppen erreichten Kairo am 14. Juni. Einen Monat später traf ein weiteres osmanisches Kontingent an der ägyptischen Küste ein. Am 25. Juli kam es bei Abukir erneut zur Schlacht, die die Franzosen erneut für sich entscheiden konnten. Bonaparte wusste trotz seiner Siege, dass das Schicksal der Expedition besiegelt war. Die britische Kontrolle über das Mittelmeer hinderte das Direktorium daran, Verstärkung nach Ägypten zu schicken. Nachdem er von den Niederlagen der Republik im Zweiten Koalitionskrieg erfahren hatte, stand für Bonaparte außer Frage, dass er nach Frankreich zurückkehren musste. Am 22. August verließ Napoleon seine Armee, ohne sie in einem Tagesbefehl darüber zu informieren, und überließ die Armee Kléber. Nach einer unauffälligen 47-tägigen Reise landete er am 9. Oktober in St. Raphael in Frankreich. Dort wurde er von der französischen Bevölkerung, die sich nach einer Wende im Land sehnte, wie ein Held empfangen.
In der Zwischenzeit hatte Großbritannien ein Bündnis mit dem Osmanischen Reich geschlossen. Kléber war nun gezwungen, mit den Briten und den Osmanen zu verhandeln. Bei einer Versammlung bei El Arish am 24. Januar 1800 erklärte er sich bereit, gegen freien Abzug Ägypten zu verlassen. Als Großbritannien aber die bedingungslose Kapitulation forderte, wurde der Krieg fortgesetzt. Kléber schlug die Osmanen am 20. März 1800 bei Heliopolis vernichtend, besetzte Kairo nach Niederschlagung eines erneuten Aufruhrs wieder und bestrafte es mit einer hohen Kontribution. Am 14. Juni 1800 wurde er in Kairo von einem Muslim umgebracht. Sein Nachfolger wurde Menou.

### Niederlage
Ende 1800 bereiteten die Briten in Absprache mit dem Sultan eine Landung in Ägypten vor, um die französische Armee endgültig zu besiegen. Daher stach General Ralph Abercromby im Februar mit etwa 16.000 Mann in Richtung Alexandria in See. Nach ihrer Ankunft am 8. März kam es bei Abukir zu einem Aufeinandertreffen mit den Franzosen unter Louis Friant, das die Briten für sich entscheiden konnten.

#### Alexandria
Unterdessen begannen die Franzosen, die Verteidigungsanlagen von Alexandria zu verstärken und einen Teil ihrer Truppen in Rahmaniyyah zu konzentrieren. Am 19. März traf Menou mit Verstärkung in Alexandria ein und erhöhte die Stärke der Armee auf zehntausend Mann, einschließlich 1.400 Kavalleristen, und sechsundvierzig Geschützen. Da er wusste, dass sowohl die türkische Armee als auch Bairds Truppen aus Indien in Kürze erwartet wurden, beschloss er, die Initiative zu ergreifen, und die Briten anzugreifen. François Lanusse sollte mit 2.700 Mann die Schanzen und die römischen Ruinen auf der rechten Seite der Briten stürmen. Die beiden Divisionen von Antoine-Guillaume Rampon und Jean-Louis-Ebenezer Reynier sollten das Zentrum der Briten angreifen, sobald Lanusse seine Stellung eingenommen hatte. Anschließend sollte Reynier die britische Linke in Schach halten und eine Abteilung zwischen die Seen Maadieh und Mareotis schicken, um die Straße nach Alexandria zu blockieren.
Der erste Angriff sollte vor Tagesanbruch erfolgen, damit die vorrückenden Kolonnen weder dem Feuer der Kanonen in den Schanzen noch dem der Kanonenboote, auf der rechte Flanke der Briten, ausgesetzt waren. Obwohl Abercromby keine Informationen über Menous Ankunft in Alexandria hatte, rechnete er mit der Möglichkeit eines nächtlichen Angriffs. Er ließ seine Soldaten in voller Montur schlafen und gab Anweisung, dass die gesamte Truppe eine halbe Stunde vor Tagesanbruch kampfbereit zu sein habe.
Die Schlacht begann vor Sonnenaufgang mit einer Reihe von kleinen Scharmützeln, als die britischen Truppen gegen die stark befestigten französischen Stellungen vorrückten. Die Kämpfe waren heftig und forderten auf beiden Seiten hohe Verluste. Den Briten gelang es jedoch, die französischen Verteidigungslinien zu durchbrechen. Die Franzosen erkannten die prekäre Lage, in der sie sich befanden, und zogen sich nach Alexandria zurück, das anschließend von den Briten belagert wurde. General Abercromby wurde während der Schlacht verwundet und erlag einige Tage später seinen Verletzungen.

#### Kairo und Kapitulation
Nach dem Tod von General Ralph Abercromby übernahm John Hely-Hutchinson im August den Oberbefehl über die britischen Streitkräfte. Am 26. April wurde Generalmajor Eyre Coote das Kommando über die Armee vor Alexandria übertragen, während Hutchinson in Rosetta eintraf, um die Operationen gegen die Franzosen im Landesinneren, die nach Kairo führten, voranzutreiben. Am 19. April konnte Fort Julien und am 9. Mai Ar Raḩmānīyah erobert werden. Am 15. Juni schickte Hutchinson eine Aufforderung an General Belliard, zu kapitulieren. Die Botschaft wurde trotzig zurückgewiesen, doch als die Briten am 20. Juni die Außenbezirke von Kairo erreichten, sah Belliard keine andere Möglichkeit, als eine Waffenruhe auszurufen und Verhandlungen aufzunehmen. Am 27. Juni kapitulierten die Franzosen in Kairo und am 31. August in Alexandria.

## Nachwirkungen
Der Feldzug hatte sowohl positive als auch negative Folgen. Einerseits löste sie in der französischen Öffentlichkeit ein neues Interesse an Ägypten und dem Nahen Osten aus. Die Kampagne löste in Frankreich eine Welle der Ägyptomanie aus, die zu einem Anstieg des Studiums der Ägyptologie und der Erforschung altägyptischer Artefakte führte.
Der Feldzug hatte jedoch auch negative Folgen für Frankreich. Die französischen Truppen hatten in Ägypten mit zahlreichen Schwierigkeiten zu kämpfen, darunter Krankheiten, Desertion und Versorgungsengpässe. Auch wenn Napoleon in Frankreich als Held und der Feldzug als Erfolg angesehen wurde, war das Scheitern des Feldzuges in Wirklichkeit ein Schlag für Napoleons Ruf und seine militärischen Ambitionen.

Außerdem hatte der Feldzug erhebliche Auswirkungen auf den Nahen Osten. Er störte das bestehende Machtgleichgewicht und führte neue Ideen und Institutionen ein. Die französischen Truppen brachten eine Reihe von Gelehrten und Wissenschaftlern mit, die die Region ausgiebig erforschten, was zu Fortschritten in verschiedenen Bereichen wie Archäologie, Botanik und Kartografie führte. Dieses Wissen trug zu einem besseren Verständnis der Geschichte, Kultur und Geografie des Nahen Ostens bei.
Darüber hinaus hatte der französische Feldzug auch politische Folgen. Er untergrub die Autorität des Osmanischen Reichs in der Region und schwächte dessen Kontrolle über Ägypten. Der Feldzug weckte auch nationalistische Gefühle in der lokalen Bevölkerung, da viele Ägypter und Syrer die ausländische Besatzung ablehnten.

Die französischen Truppen mussten Ägypten verlassen, konnten aber ihre Ausrüstungen mitnehmen. Die wissenschaftlichen Begleiter der Expedition sollten ihre Unterlagen und Aufzeichnungen abgeben. Sie protestierten heftig und drohten damit, diese eher ins Meer zu werfen als sie den Engländern zu übergeben. Schließlich durften sie sie behalten.
Auf britischen Schiffen wurden die Franzosen nach Frankreich zurückgebracht. Die Regierungen beider Länder nahmen Verhandlungen auf; im März 1802 wurde der Friede von Amiens unterzeichnet.

### Verluste
Von den anfänglich 36.000 Soldaten waren 15.000 Mann gestorben oder verwundet, darunter die Generäle Kléber, Caffarelli du Falga und Bon sowie Admiral François-Paul Brueys d’Aigalliers. Weitere 8.500 gerieten in Kriegsgefangenschaft. Frankreich verlor einen Großteil seiner Mittelmeerflotte – 11 Linienschiffe und 2 Fregatten – sowie große Mengen an Waffen und Ausrüstung. Auf Seite der Osmanen und Briten gab es 50.000 Tote oder Verwundete und 15.000 Kriegsgefangene.

### Für die Wissenschaft
War die Expedition auch letztlich ein militärischer Fehlschlag, führte sie doch zu bedeutenden wissenschaftlichen Entdeckungen, da durch die an der Expedition teilnehmenden Wissenschaftler die altägyptische Kultur weithin bekannt wurde und so ein starkes Interesse an der Frühgeschichte geweckt wurde. Die Resultate dieser Forschungen wurden in der umfangreichen Text- und Bildsammlung „Description de l’Égypte“ veröffentlicht. Bedeutendste einzelne Entdeckung war der Fund des Steins von Rosetta am 15. Juli 1799, der letztlich die Entzifferung der altägyptischen Hieroglyphen durch Jean-François Champollion ermöglichte.

### Für Algerien
Ein weiteres Nachspiel hatte die Ägyptische Expedition in Algerien. Der Dey von Algier hatte Frankreich zur Finanzierung der Ägyptenexpedition, aber auch zur Finanzierung weiterer Kriege Napoleons drei Kredite gewährt. Nach dem Sturz des Kaisers verweigerten die französischen Könige die Rückzahlung. 1827 ließ der inzwischen ungehaltene Dey dem französischen Gesandten einen Schlag mit dem Fliegenwedel versetzen, was Frankreich schließlich 1830 als Vorwand zur Eroberung Algiers diente. Zuvor hatte sich Frankreich in einem Abkommen mit Ägyptens Machthaber Muhammad Ali den Rücken freigehalten.

## Filme
- Napoleon in Ägypten (Originaltitel: Napoleon’s Obsession: The Quest for Egypt). Dokumentarfilm, 45 min, Regie: Peter Spry-Leverton, USA 2000.
- Die ägyptische Expedition des Generals Bonaparte (Originaltitel: Bonaparte: La Campagne d’Egypte). Doku-Drama, 2 mal 52 min, Regie: Fabrice Hourlier, FR 2016.